# أولغا أورلوفا
أولغا جورج أرولوفا (بالروسية: Ольга Юрьевна Орлова) هي مغنية بوب وممثلة وكاتبة أغاني روسية ولدت في يوم 13 نوفمبر 1977 في مدينة موسكو عاصمة روسيا. أولغا هي المؤسسة والقائدة السابقة لفرقة بلستياشه من سنة 1995 إلى سنة 2000. في سنة 2015 أسست فرقة فيلفيت ميوزك. في سنة 1991 مثلت في فيلم آنا كارامزوف وفيلم العصر الذهبي في سنة 2003.

## روابط خارجية
- أولغا أورلوفا على موقع IMDb (الإنجليزية)
- أولغا أورلوفا على موقع ميوزك برينز (الإنجليزية)
- أولغا أورلوفا على موقع أول ميوزيك (الإنجليزية)
- أولغا أورلوفا على موقع ديسكوغز (الإنجليزية)
- أولغا أورلوفا على موقع قاعدة بيانات الفيلم (الإنجليزية)